# Бурулятуй
Буруляту́й (рос. Бурулятуй) — село у складі Олов'яннинського району Забайкальського краю, Росія. Адміністративний центр Бурулятуйського сільського поселення.

## Населення
Населення — 682 особи (2010; 765 у 2002).
Національний склад (станом на 2002 рік):
- росіяни — 97 %